# Pseudorobillarda muhlenbergiae
Pseudorobillarda muhlenbergiae är en svampart som först beskrevs av R. Sprague, och fick sitt nu gällande namn av M. Morelet 1968. Pseudorobillarda muhlenbergiae ingår i släktet Pseudorobillarda, divisionen sporsäcksvampar och riket svampar.   Inga underarter finns listade i Catalogue of Life.